# شمال شرق الهند
شمال شرق الهند (رسميًا المنطقة الشمالية الشرقية ، NER) هي المنطقة الواقعة في أقصى شرق الهند والتي تمثل التقسيم الإداري الجغرافي والسياسي للبلاد. وهي تتألف من ثماني ولايات - أروناتشال براديش ، وآسام ، ومانيبور ، وميغالايا ، وميزورام ، وناغالاند ، وتريبورا ، وسيكيم.
تشترك المنطقة في حدود دولية تبلغ 5182 كيلومترًا (3220 ميلًا) (حوالي 99 بالمائة من إجمالي حدودها الجغرافية) مع العديد من البلدان المجاورة - 1395 كيلومترًا (867 ميل) مع منطقة التبت ذاتية الحكم ، والصين في الشمال ، 1640 كيلومترًا (1020 ميل) مع ميانمار في الشرق ، 1596 كيلومترًا (992 ميلًا) مع بنغلاديش في الجنوب الغربي ، 97 كيلومترًا (60 ميلًا) مع نيبال في الغرب ، و 455 كيلومترًا (283 ميلًا) مع بوتان في الشمال الغربي. تبلغ مساحتها 262230 كيلومتر مربع (101.250 ميل مربع) ، أي ما يقرب من 8 في المائة من مساحة الهند.
ولايات المنطقة الشمالية الشرقية معترف بها رسميًا بموجب مجلس الشمال الشرقي (NEC) ، الذي تم تشكيله في عام 1971 كوكالة بالنيابة لتنمية الولايات الشمالية الشرقية. بعد فترة طويلة من استحداث NEC ، شكلت سيكيم جزءًا من المنطقة الشمالية الشرقية باعتبارها الولاية الثامنة في عام 2002. تربط مشاريع الربط بين شمال شرق الهند وشرق آسيا ورابطة دول جنوب شرق آسيا. تسمى مدينة جواهاتي في ولاية آسام بوابة الشمال الشرقي وهي أكبر مدينة في شمال شرق الهند.